# Spárové měrky

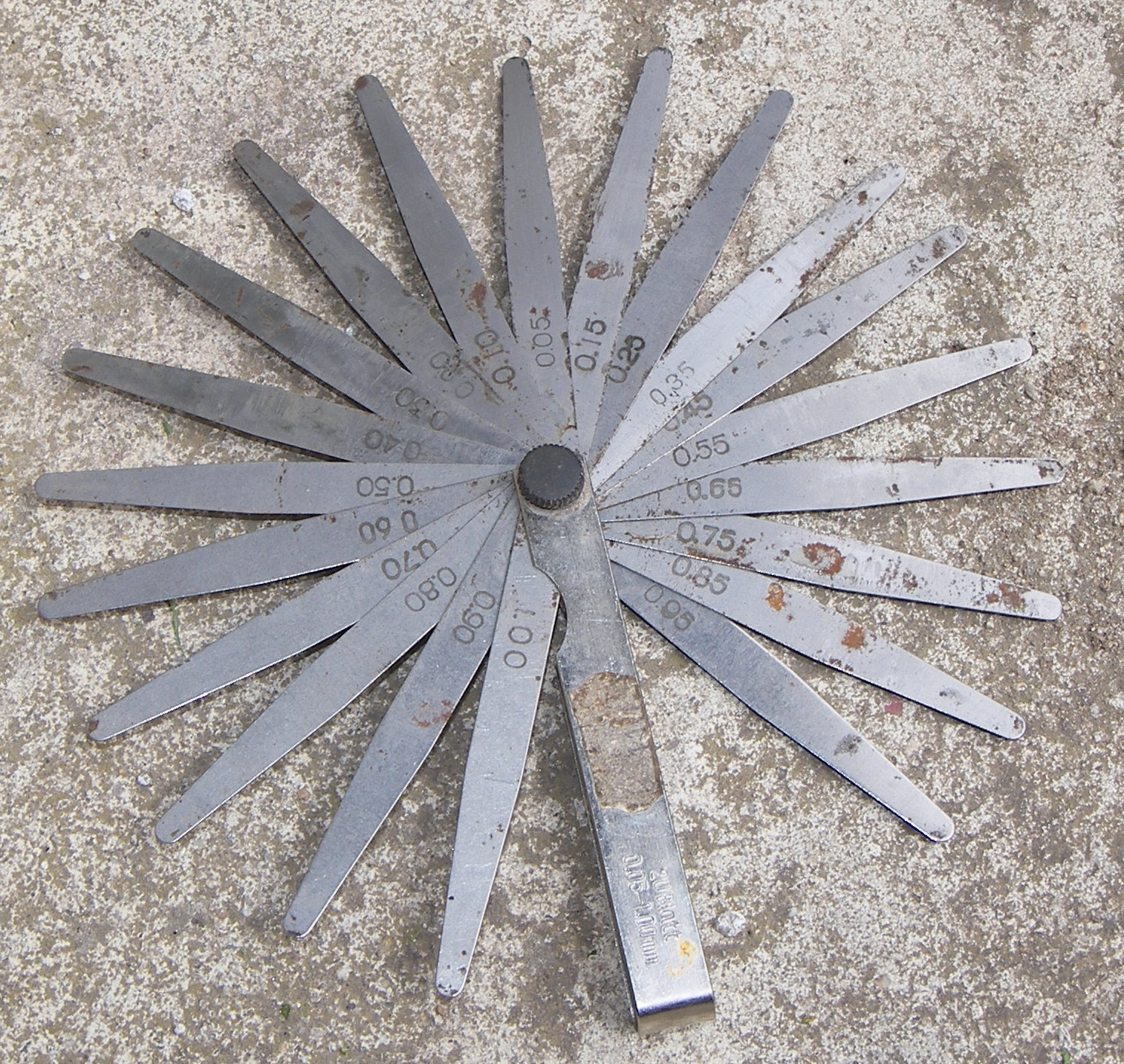
Spárové měrky

Spárové měrky jsou měřidlem, které slouží k měření či nastavování velikosti mezery. Měrka je složena ze sady plíšků, které jsou vyrobeny z nerezové otěruvzdorné oceli. V sadě je celkem 20 plíšků, jejichž tloušťka je odstupňována po 0,05 mm od nejtenčího v síle 0,05 mm, až po nejsilnější v tloušťce 1,00 mm. Tloušťka je na každém plíšku vyznačena. Tenčí plíšky jsou ohebné. Z jednotlivých plíšků lze sestavit požadovaný rozměr tak, že několik plíšků složíme na sebe. Ostatní, nepoužité plíšky jsou zasunuty do rukojeti.

## Příklady použití
- Nastavení odtrhu starého typu zapalování.
- Nastavení správné vzdálenosti kontaktů zapalovací svíčky.